# Paul Wertico
Paul Wertico (født 5 januar 1953 i Chicago, Illinois) er en amerikansk trommeslager. Wertico er nok mest kendt som Pat Metheney´s trommeslager fra (1983-2001). Paul Wertico har også turneret med den danske jazzpianist Niels Lan Doky. 
Wertico´s stil er jazzfusion.

## Eksterne links
- Paul Werticos hjemmeside